# Montsalevia
Montsalevia es un género de foraminífero bentónico de la familia Montsaleviidae, de la superfamilia Ataxophragmioidea, del suborden Ataxophragmiina y del orden Loftusiida. Su especie tipo es Montsalevia elevata. Su rango cronoestratigráfico abarca desde el Berrasiense hasta el Valanginiense (Cretácico inferior).

## Discusión
Clasificaciones previas hubiesen incluido Montsalevia en el suborden Textulariina del orden Textulariida o en el orden Lituolida.

## Clasificación
Montsalevia incluye a la siguiente especie:
- Montsalevia elevata